# Coryphospingus pileatus
Coryphospingus pileatus е вид птица от семейство Тангарови (Thraupidae).

## Разпространение
Видът е разпространен в Бразилия, Венецуела, Колумбия и Френска Гвиана.